# Irène Jacob
Irène Marie Jacob (Suresnes, 15 de julho de 1966), mais conhecida como Irène Jacob, é uma atriz franco-suíça. Em alguns filmes é creditada como Iren Zhakob.
Considerada uma das mais destacadas atrizes francesas de sua geração, Irène conquistou reconhecimento internacional por  seus trabalhos com o diretor polonês Krzysztof Kieslowski, de quem protagonizou A Dupla Vida de Véronique and Trois couleurs: rouge. Ela passou a representar a imagem da sofisticação europeia, por seu "estilo de atuação que é ao mesmo temo clássico, pensativo e melancólico".

## Vida
Irène nasceu em Suresnes, um subúrbio a oeste de Paris, filha mais nova de quatro irmãos. Cresceu em uma família de boa formação educacional e intelectual: seu pai era médico, e sua mãe, psicóloga; um irmão é músico, e os outros dois são cientistas. Em 1969, aos 3 anos, a família mudou-se para Genebra (Suíça), onde Irène começou a se interessar por artes.
| “ | Minha família sempre foi muito reservada em relação a sentimentos, e nunca falávamos disso, mas creio que avançamos um pouco. Acho que um dos motivos de minha atração pelo teatro foi a possibilidade de ter contato com histórias que pudessem me ajudar a falar de minha família. | ” |

Irène desenvolveu interesse por representar após ver os filmes de Charlie Chaplin. "Eles me envolveram completamente", ela lembra. "Faziam-me rir e chorar, e era exatamente o que eu esperava de um filme – que me despertassem para meus sentimentos".
Estreou nos palcos em 1977, com 11 anos. Estudou no Conservatório de Música de Genebra e obteve graduação em idiomas – ela fala inglês, alemão, francês e italiano). Em 1984, mudou-se para Paris, onde estudou teatro no prestigiado Rue Blanche (a academia nacional francesa de drama). Depois foi a Londres, assistir às aulas do Dramatic Studio.

## Carreira no cinema
Em 1987, Irène voltou a Paris. Já com 21 anos, fez seu primeiro papel (uma professora de piano), dirigida por Louis Malle em Au revoir, les enfants. Depois desse, vieram seis papéis menores em filmes franceses, em quatro anos.
Em 1991, o diretor polonês Krzysztof Kieślowski a convidou para fazer o papel-título de A Dupla Vida de Véronique, sobre duas jovens idênticas, uma na Polônia e outra na França. Por sua atuação, Iréne obteve o prêmio de melhor atriz no Festival de Cannes.
De 1992 a 1993, preferiu fazer filmes franceses de baixo orçamento a aceitar propostas de estúdios hollywoodianos (inclusive para protagonizar Proposta Indecente, papel que ficou com Demi Moore).
Em 1994, Irène foi novamente aclamada internacionalmente, desta vez por Trois couleurs: rouge, também de Kieślowski. O filme recebeu três indicações ao Oscar, incluindo melhor diretor, melhor fotografia e melhor roteiro original. além de indicações para melhor filme estrangeiro das seguintes instituições: Círculo de Críticos de Nova York, National Board of Review, prêmio National Society of Film Critics e Associação dos Críticos de Cinema de Los Angeles. Recebeu indicações para o Cesar Award nas categorias Melhor Filme, Melhor Ator (Jean-Louis Trintignant), Melhor Atriz (ela), Melhor diretor e Melhor Roteiro. O New York Times o incluiu entre os "100 melhores filmes de todos os tempos".
Introvertida por natureza, Irène tem a habilidade de expressar os turbilhões emocionais de seus personagens pronunciando poucas palavras. Isso ficou evidente em Trois couleurs: rouge, a terceira parte da trilogia das cores de Kieślowski. Assim ela descreveu sua experiência com o diretor polonês:
| “ | Sua câmera era como um microscópio. Krzysztof estava sempre bem perto, e era bastante objetivo em sua direção. Não dizia nada antes da cena, que acontecia somente no set; quando muito, um pequeno ensaio precedia o take, mas só. | ” |

Sua atuação em Trois couleurs… conquistou reconhecimento internacional e lhe trouxe várias propostas dos maiores estúdios norte-americanos. Novamente, porém, Irène abriu mão da fama e ficou nove meses afastada, aproveitando seu tempo para ler Tolstói, Balzac e várias autobiografias.
De 1995 a 1999, Irène trabalhou em diversos filmes, tanto norte-americanos quanto europeus, com diferentes repercussões. Só em 1995, apareceu em seis filmes, incluindo Victory (com Willem Dafoe e Sam Neill); Al di là delle nuvole, de Michelangelo Antonioni; e a adaptação de Oliver Parker para a shakespeariana Othello, pela primeira vez atuando em inglês. Nos anos seguintes, trabalhou em filmes de relativo sucesso, como Incognito (1997); U.S. Marshals (1998, com Wesley Snipes e Tommy Lee Jones); The Big Brass Ring (1999, com William Hurt); e History Is Made at Night (1999, com Bill Pullman).
No início de 2000, a carreira cinematográfica de Irène entrou em recesso, depois de vários filmes independentes, e ela dedicou-se mais ao teatro. Naquele ano, interpretou o papel-título de Madame Melville, ao lado de Macaulay Culkin, no West End de Londres, papel que foi crucial para sua evolução como atriz. Ela continua, porém, a fazer cinema.

## Filmografia
- 1987 Au revoir, les enfants – Mlle Davenne
- 1988 La Bande des quatre – Marine
- 1989 Erreur de jeunesse – Anne
- 1989 Les Mannequins d'osier – Marie
- 1989 Nick chasseur de têtes (TV)
- 1990 La Veillée – Johanna
- 1991 Le Secret de Sarah Tombelaine – Sarah
- 1991 A Dupla Vida de Véronique — Weronika/Véronique
- 1992 Le Moulin de Daudet – Mme Daudet
- 1992 Enak – Lucille Spaak
- 1993 Claude – Beatrice
- 1993 O Jardim Secreto – Mrs. Lennox/Lilias Craven
- 1993 Predskazaniye – Lyuda
- 1994 Trois couleurs: rouge – Valentine Dussaut
- 1995 Victory – Alma
- 1995 Fugueuses – Prune
- 1995 Al di là delle nuvole – garota
- 1995 All Men Are Mortal - Regina
- 1995 Faire un film pour moi c'est vivre
- 1995 Othello – Desdemona
- 1997 Incognito – Prof. Marieke van den Broeck
- 1998 Jack's potes
- 1998 U.S. Marshals – Marie Bineaux
- 1998 Cuisine américaine– Gabrielle Boyer
- 1999 Cuisine chinoise - Patricia
- 1999 The Big Brass Ring – Cela Brandini
- 1999 My Life So Far - Aunt Heloise
- 1999 History Is Made at Night – Natasha Scriabina/Anna Belinka
- 2000 L'affaire Marcorelle – Agneska
- 2001 Léaud l'unique (TV)
- 2001 Lettre d'une inconnue (TV) – mulher desconhecida
- 2001 Londinium – Fiona Delgrazia
- 2002 Mille millièmes – Julie
- 2003 La Légende de Parva – mãe de Parva (voz)
- 2003 Nés de la mère du monde (TV) – Clara Sidowski
- 2004 The Pornographer: A Love Story (2004)
- 2004 Automne (Autumn) – Michelle
- 2004 Nouvelle-France – Angélique de Roquebrune
- 2006 La Educación de las hadas – Ingrid
- 2007 The Inner Life of Martin Frost – Claire Martin
- 2007 Nessuna qualità agli eroi – Anne
- 2008 The dust of time - Eleni
- 2009 Les beaux gosses – mãe de Aurore